# Силата Миу Миу
„Силата Миу Миу“ (на японски: 東京ミュウミュウ) е японска манга, по която има адаптирано аниме. Създадени са общо 52 епизода в два сезона, които са излъчвани по японската телевизия Асахи. Година по-рано се издават манга изданията от поредицата.

## В България
В България сериите от първи сезон се разпространяват на DVD от Studio Stars. Ролите се озвучават от Ася Братанова, Ива Апостолова, Стефан Стефанов и Цанко Тасев.